# Herb Vaduz
Herb Vaduz przedstawia tarczę podzieloną na cztery części w krzyż. W polu pierwszym i trzecim srebrnym jest umieszczona czerwono-biała mitra książęca; w polu drugim i czwartym czerwonym, srebrna flaga kościelna na trzech srebrnych pierścieniach.
Mitra jest symbolem rezydencji książęcej, natomiast kościelna flaga jest zarazem herbem hrabiów Werdenberg/Sargans, dzięki którym w 1342 r. powstała jednostka polityczna, stanowiąca podstawę późniejszej suwerenności kraju. Herb został nadany przez księcia Franciszka Józefa II z okazji 40-lecia swojego panowania 26 lipca 1978 roku.